# Chocophorus
Chocophorus is een geslacht van vlinders van de familie vedermotten (Pterophoridae).

## Soorten
- C. alternaria Zeller, 1874
- C. carabayus Arenberger, 1990
- C. leptochorda Meyrick, 1913
- C. solisi Gielis & Matthews, 1994
- C. vendictoffi Gielis & Matthews, 1994